# Abborrtjärnen (Järna socken, Dalarna, 672357-142112)
Abborrtjärnen är en sjö i Vansbro kommun i Dalarna och ingår i Dalälvens huvudavrinningsområde.